# Patinatge artístic als Jocs Olímpics d'hivern de 1964 - Individual masculí
Als Jocs Olímpics d'Hivern de 1964 celebrats a la ciutat d'Innsbruck (Àustria) es disputà una prova de patinatge artístic sobre gel en categoria masculina que formà part del programa oficial dels Jocs.
La competició se celebrà entre els dies 3 i 6 de febrer de 1964 a l'Olympia Eisstadion.

## Comitès participants
Hi participaren un total de 24 patinadors d'12 comitès nacionals diferents.
| - Alemanya (3) - Àustria (3) - Canadà (3) - Estats Units (3) - França (3) - Hongria (1) |  | - Itàlia (1) - Japó (1) - Regne Unit (2) - Suïssa (2) - Txecoslovàquia (2) |

## Resum de medalles
| Or                    | Argent       | Bronze      |
| Manfred Schnelldorfer | Alain Calmat | Scott Allen |

## Resultats
FO: Figures obligatòries
FL: Figures lliures
| Posició | Nom                   | CON            | FO | FL | Punts  | Pl. |
| ------- | --------------------- | -------------- | -- | -- | ------ | --- |
| 1       | Manfred Schnelldorfer | Alemanya       | 1  | 1  | 1916.9 | 13  |
| 2       | Alain Calmat          | França         | 3  | 5  | 1876.5 | 22  |
| 3       | Scott Allen           | Estats Units   | 4  | 4  | 1873.6 | 26  |
| 4       | Karol Divín           | Txecoslovàquia | 2  | 9  | 1862.8 | 32  |
| 5       | Emmerich Danzer       | Àustria        | 5  | 3  | 1824.0 | 42  |
| 6       | Thomas Litz           | Estats Units   | 13 | 2  | 1764.7 | 77  |
| 7       | Peter Jonas           | Àustria        | 9  | 6  | 1752.0 | 79  |
| 8       | Nobuo Sato            | Japó           | 8  | 10 | 1746.2 | 88  |
| 9       | Donald Knight         | Canadà         | 7  | 11 | 1746.6 | 85  |
| 10      | Monty Hoyt            | Estats Units   | 6  | 12 | 1755.5 | 81  |
| 11      | Ralph Borghard        | Alemanya       | 10 | 7  | 1742.2 | 90  |
| 12      | Sepp Schönmetzler     | Alemanya       | 12 | 8  | 1743.1 | 92  |
| 13      | Charles Snelling      | Canadà         | 16 | 15 | 1705.5 | 117 |
| 14      | Giordano Abbondati    | Itàlia         | 11 | 16 | 1688.4 | 131 |
| 15      | Wolfgang Schwarz      | Àustria        | 17 | 13 | 1695.9 | 127 |
| 16      | William Neale         | Canadà         | 19 | 14 | 1667.7 | 143 |
| 17      | Robert Dureville      | França         | 14 | 19 | 1660.0 | 148 |
| 18      | Hywel Evans           | Regne Unit     | 15 | 22 | 1640.1 | 159 |
| 19      | Markus Germann        | Suïssa         | 20 | 23 | 1578.0 | 186 |
| 20      | Malcolm Cannon        | Regne Unit     | 18 | 24 | 1587.5 | 187 |
| 21      | Jenö Ébert            | Hongria        | 22 | 18 | 1586.9 | 188 |
| 22      | Ondrej Nepela         | Txecoslovàquia | 23 | 17 | 1590.1 | 190 |
| 23      | Philippe Pélissier    | França         | 21 | 21 | 1573.8 | 189 |
| 24      | Peter Grütter         | Suïssa         | 24 | 20 | 1517.2 | 208 |